# Ruta G-73
Es un Ramal de la Autopista Los Libertadores que se encuentra en la Región Metropolitana de Santiago en el Valle Central de Chile. El Ramal se inicia en San José y finaliza en Colina. Es conocido en la comunidad como Camino Lo Pinto.

## Ramal Autopista Los Libertadores

### Sectores del Ramal
- Lo Pinto·San José 6 km de calzada simple.

### Enlaces
- kilómetro 0 Lo Pinto·Autopista del Aconcagua.
- Kilómetro 4 Camino Liray
- kilómetro 6 San José·Autopista Los Libertadores.

### Puntos de Interés
- Kilómetro 2 Centro Comercial Capitán Nemo
- Kilómetro 2,5 Colegio Rayen Mahuida Montessori
- Kilómetro 3 Colegio Pucalán Montessori
- Kilómetro 3,5 Puente el Quilal y Colegio Kimen Montessori
- Kilómetro 4,5 Colegio Trewela´s School
- Kilómetro 5,8 Puente San José

- Datos: Q2879277